# 마류스 스탕케비추스
마류스 스탕케비추스(리투아니아어: Marius Stankevičius, 1981년 7월 15일 ~ )는 리투아니아의 은퇴한 축구 선수로 현역 시절 포지션은 수비수였다.

## 수상

### 클럽
에크라나스
- 리투아니아 리그컵 우승: 2

1998, 2000
- 리투아니아 수퍼컵 우승: 1

2000
삼프도리아
- 코파 이탈리아 준우승 2008–09

세비야
- 코파 델 레이 (1) 우승 2009–10

라치오
- 코파 이탈리아 우승 2012–13

개인 수상
- 올해의 리투아니아 축구 선수 (2):

- 2008, 2009